# Саранчук Віктор Іванович
Ві́ктор Іва́нович Саранчу́к  (*13 червня 1932, с. Піски, Ясинуватський район, Донецька область — †3 липня 2009, Донецьк) — український вчений у галузі вугільних технологій, доктор технічних наук, професор, член Донецького відділення НТШ. Активний учасник проекту Гірничої енциклопедії.

## Біографія
Закінчив Донецький індустріальний інститут у 1955 р. за спеціальністю «підземна газифікація вугілля».
Працював інженером у тресті «Красногвардійськвугілля», інституті ВНИИПодземгаз (Гипроподземгаз), МакНДІ (завідувач лабораторії), Інституті фізико-органічної хімії та вуглехімії НАН України (завідувач відділу, заступник директора), Донецькому національному технічному університеті (професор кафедри хімічної технології палива), крім того, як фахівець з переробки вугілля в Ірані.
Автор понад 500 наукових праць. Серед учнів В. І. Саранчука 2 доктора наук і 16 кандидатів наук.
Саранчук В. І. народився 13 червня 1932 року в селі Піски Ясинуватського району Донецької області в селянській родині. Все життя, виключаючи 2 роки евакуації в Казахстані в 1941—1943 рр., він прожив у Донбасі, звідки родом і всі його предки. У 1950 році він закінчив середню школу в м. Красноармійська Донецької області та вступив на гірничий факультет Донецького індустріального інституту. У 1955 році В. І. Саранчук закінчив ДІІ за фахом «підземна газифікація вугілля», і йому було присвоєно кваліфікацію гірничого інженера. Спершу працював на шахті № 1-1 біс тресту «Красногвардейскуголь» на посаді помічника начальника дільниці № 2. Але у жовтні 1955 р. розпорядженням Міністерства вугільної промисловості України був направлений для роботи за фахом у Донецьке відділення інституту ВНІІПодземгаз, яке незабаром було перетворено в самостійний інститут ГІПРОПідземгаз. Працював з 1955 до кінця 1960 року спочатку інженером, а потім старшим інженером гірничо-бурового відділу. У січні 1961 року В. І. Саранчук перейшов у відтворений в Донецьку Інститут гірничої справи АН України, де працював старшим інженером спочатку у відділі підземних пожеж, а потім у відділі технології відкритих робіт. На початку 1963 року ІГД АН України був перетворений в Інститут гірничої механіки і переданий у підпорядкування Мінвуглепрому СРСР. В. І. Саранчук був запрошений у відділ по боротьбі з підземними пожежами Макіївського науково-дослідного інституту з безпеки робіт у гірничій промисловості (МакНДІ), де почав працювати в лютому 1963 року спочатку керівником групи, а потім (з червня 1964 року) начальником лабораторії дослідження хімічної активності вугілля. У 1968 році за результатами цих досліджень В. І. Саранчук захистив у Новочеркаському політехнічному інституті кандидатську дисертацію на тему «Дослідження природи та інтенсивності освіти окису вуглецю в гірських виробках шахт комбінату „Олександріявугілля“». У 1969 році В. І. Саранчук рішенням ВАК був затверджений у вченому званні старшого наукового співробітника. У 1969 році В. І. Саранчук протягом двох місяців перебував у Ірані як спеціаліст з визначення самозаймання вугілля. Вивчав цю проблему для умов вугілля Грузії, Підмосковного і Львівсько-Волинського, Донецького та ін. вугільних басейнів СРСР.
У 1974 р. В. І. Саранчук переходить на роботу в Донецьке відділення фізико-органічної хімії Інституту фізичної хімії ім. Л. В. Писаржевського на посаду керівника відділу фізико-хімічних основ пилоподавлення. У червні 1975 року Донецьке відділення перейменовано в Інститут фізико-органічної хімії і вуглехімії АН УРСР.
Після переходу до системи Академії наук України В. І. Саранчук спільно з Л. Я. Галушко, Л. В. Пащенко, А. Г. Галушко та іншими співробітниками відділу, який надалі був перейменований спочатку у відділ енергохімічної переробки вугілля (1977 рік), а потім до відділу хімії вугілля (1998 рік), продовжив дослідження окиснення, самонагрівання та самозаймання вугілля на більш високому науковому рівні, використовуючи сучасні фізичні і фізико-хімічні методи структурних досліджень. За матеріалами цих досліджень в 1980 році в Інституті горючих копалин (Москва) В. І. Саранчук захистив докторську дисертацію на тему «Дослідження окиснення та самозаймання вугілля і відвальної маси вугільних підприємств» за спеціальністю «хімічна технологія палива і газу». Рішенням ВАК в 1987 році В. І. Саранчуку присвоєно вчене звання професора за спеціальністю «хімічна технологія палива і газу».
У 1978—2009 рр. В. І. Саранчук був членом спеціалізованої вченої ради Інституту фізико-органічної хімії і вуглехімії ім. Л. М. Литвиненка НАН України. З 1984 по 1997 рік працював заступником директора Інституту фізико-органічної хімії та вуглехімії ім. Л. М. Литвиненка НАН України. У 1985 році В. І. Саранчук був затверджений головою Української секції Наукової ради АН СРСР з хімії викопного твердого палива, яка активно працювала аж до розпаду СРСР. З 1993 по 1999 рік був членом експертної ради ВАК України, членом редколегії журналу Академії наук РФ «Хімія твердого палива». У період з 1984 по 1991 р. професор В. І. Саранчук був ініціатором та організатором Всесоюзних конференцій та семінарів з міжнародною участю з проблем дослідження та утилізації мінеральної частини твердих горючих копалин (1984 р.), одержання синтетичних палив з твердих горючих копалин (ТГК) (1985 р.), виділення і дослідження властивостей гумінових препаратів з горючих копалин (1987 р.), по новітнім досягненням в області структури ТГК (1989 р.), з проблем каталізу в вуглехімії (1990 р.) та ін, проведених у Донецькому регіоні.
У 1993—1996 рр. В. І. Саранчук був головою експертної ради при ДКНТ України з проблеми «Технологія використання енергетичної сировини та його відходів. Комплексна переробка вугілля та іншого вуглеводневої сировини».
Саранчук Віктор Іванович — організатор і лідер Донецької наукової школи вуглехімії.

## Основні друковані праці
- Саранчук В. И., Баев Х. А. Теоретические основы самовозгорания угля. — М.: Недра, 1976. — 151 с. (рос.)
- Саранчук В. И. Борьба с горением породных отвалов. — Киев: Наукова думка, 1978. — 168 с. (рос.)
- Саранчук В. И., Рекун В. В., Поздняков Г. А. Электрические поля в потоке аэрозоля. — Киев: Наукова думка, 1981. — 112 с. (рос.)
- Саранчук В. И. Окисление и самовозгорание угля. — Киев: Наукова думка, 1982. — 168 с. (рос.)
- Саранчук В. И., Айруни А. Т., Ковалев К. Е. Надмолекулярная организация, структура и свойства углей. — Киев: Наукова думка, 1988. — 191 с. (рос.)
- Саранчук В. И., Бутузова Л. Ф., Минкова В. Н. Термохимическая деструкция углей. — Киев: Наукова думка, 1993. — 222 с. (рос.)
- Саранчук В. И., Русчев Д., Семененко В. К. и др. Окисление и самовозгорание твердого топлива. — К.: Наукова думка, 1994. — 264 с. (рос.)
- Гірничий енциклопедичний словник, 1-2 том / За загальною редакцією д.т. н. Білецького В. С. — Донецьк: Східний видавничий дім, 2001. 2001. (близько 100 статей)
- Мала гірнича енциклопедія, 1-2 том, А — Р / За редакцією д.т. н. Білецького В. С. — Донецьк: Донбас, 2004—620 с. (близько 100 статей)
- Шендрик Т. Г., Саранчук В. И. Соленые угли. — Донецк: Східний видавничий дім, 2003. — 294 с.
- Саранчук В. І., Ільяшов М. О., Ошовський В. В., Білецький В. С. Основи хімії і фізики горючих копалин. (Підручник з грифом Мінвузу). — Донецьк: Східний видавничий дім, 2008. — 640 с.